# 高山省
高山省（英語：Mountain Province），是一個位於菲律賓呂宋島的省份。首府為邦都。
根據地圖顯示方位，其位於呂宋島的北部，向北的位置為卡林阿省；向西的位置為伊莎貝拉省；向東的位置為南伊羅戈省；向南的位置則是面對伊富高省。

## 簡介
- 隸屬地區：科迪勒拉行政區
- 時區：GMT+8
- 使用語言：英語、他加祿語、Ilokano、Gadang
- 人口：1,275,251人[4]
- 面積：12,556.8平方公里